# Hamburg (Illinois)
Hamburg – wieś w Stanach Zjednoczonych, w stanie Illinois, w hrabstwie Calhoun.